# Wapen van Akkrum

Wapen van Akkrum

Het wapen van Akkrum is het dorpswapen van het Nederlandse dorp Akkrum, in de Friese gemeente Heerenveen. Bij gemeenteraadsbesluit van 8 december 1985 zijn een wapen en een vlag vastgesteld voor de 18 dorpen van de vroegere gemeente Boarnsterhim. 

## Geschiedenis
Het wapen van Akkrum komt voor op de 'Ackrumer Friesche Boere Almanack' van 1671. Klaverbladen staan ook afgebeeld in de wapens van omliggende dorpen. Ook in de dorpswapens van Dearsum, Terherne, Sibrandaburen en Aldeboarn staan drie klaverbladen. Ook het wapen van gemeente Utingeradeel bevatte drie klaverbladen.

## Beschrijving
Het wapen bevat drie goudgele klaverbladen staande 1 en 2: een klaverblad onderaan en twee in het midden van het wapen. Boven de beide klaverbladen staat een goudgele kroon.

## Symboliek
Klaverbladen zijn waarschijnlijk een algemeen symbool voor de landbouw. 
De heraldische kleur van de ondergrond is keel (rood). De rode kleur staat in de heraldiek voor ‘moed en opoffering. De kleur goud (geel) heeft als betekenis 'wijsheid en rijkdom'.

## Zie ook

Vlag van Akkrum